# Yana (Volk)

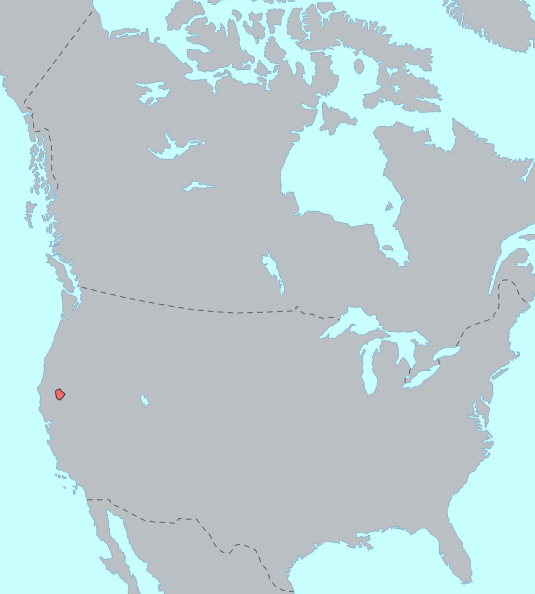
Ehemaliges Stammesgebiet der Yana in Kalifornien

Die Yana sind Hoka-sprechende kalifornische Indianer, die früher an den westlichen Hängen und Ausläufern der Sierra Nevada im Norden Kaliforniens lebten. Die Yana sind als Stammesverband nicht mehr existent, obwohl es noch einige Überlebende gibt.

## Wohngebiet und Sprache
Das etwa 100 km lange und 60 km breite Wohngebiet der Yana in Nordkalifornien umfasste die östlichen Nebenflüsse des oberen Sacramento River, vom Pit River im Norden bis zum Feather River im Süden. Es war durch eine endlose Zahl felsiger Hügel und engen, zerklüfteten Canyons gekennzeichnet, die teilweise bewaldet, doch zumeist mit Büschen und Sträuchern bedeckt waren.
Die Sprache der Yana ist innerhalb der Hoka-Sprachfamilie isoliert. Es gab vier Yana-Abteilungen, die nördlichen, zentralen, südlichen Yana und die Yahi, deren Dialekte untereinander verständlich waren. Eine wesentliche Eigenart der Yana-Sprache war der Gebrauch von separaten Ausdrücken von Männern und Frauen. Die Differenzen waren gering; doch Frauen benutzten ihre Wörter immer, während Männer die männlichen Formen nur unter sich verwendeten und die weiblichen Formen bei Anrede einer Frau.
Der amerikanische Anthropologe Alfred Kroeber schätzte die Bevölkerungszahl der Yahi um 1770 auf rund 1.500 Stammesangehörige. Die Gesamtbevölkerung aller Yana-Stämme vor dem Kalifornischen Goldrausch wird mit etwa 3.000 angegeben.

## Kultur
Allgemein war das Leben hart in der rauen, unfruchtbaren Umgebung. Die Yana wohnten in erdbedeckten Winterhütten und strohbedeckten Sommerbehausungen. Sie jagten verschiedene Wildarten, fingen Lachse und sammelten essbare Wurzeln, Eicheln und Wildfrüchte. Über ihre soziale Organisation ist wenig bekannt, außer dass sie in kleine Gruppen unterteilt waren und Klassen- oder Rangunterschiede kannten. Die Yana waren relativ kriegerisch, ein allgemeiner Wesenszug unter den Hügelbewohnern des nördlichen Kaliforniens. Die einzelnen Gruppen teilten zwar eine Sprache, hatten jedoch unterschiedliche Dialekte und kulturelle Traditionen. Insbesondere die Yahi waren unabhängig und lebten in einer abgeschiedenen und schwer zugänglichen Gegend. Diese Tatsache schützte sie bis ins 19. Jahrhundert vor Entdeckern und Siedlern.

## Geschichte

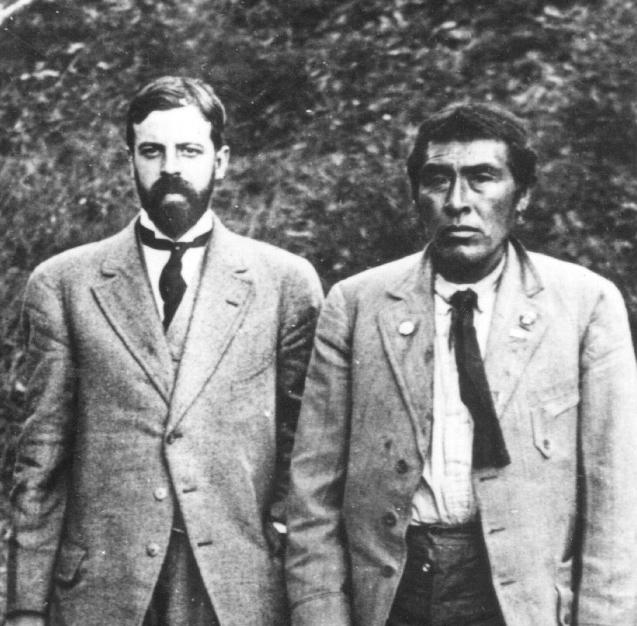
Alfred Kroeber (links) mit Ishi, 1911

Als 1848 in der Nähe des Wohngebiets der Yana Gold gefunden wurde, kam es wie überall beim Kontakt der Ureinwohner mit Weißen zu Konflikten. Die Yahi lebten am nächsten zu den Goldfeldern und hatten die meisten Verluste zu beklagen. Goldsucher und Siedler strömten ins Land der Yana und blockierten den Zugang zu den Flüssen, wie Feather und Yuba River, von deren Lachsreichtum die Yana lebten. Als Folge starben die meisten Yana und Yahi an Unterernährung oder wurden Opfer brutaler Überfälle der weißen Siedler. Um 1865 hatten weniger als 100 Yahi überlebt. Die Siedler beabsichtigten, die Indianer nicht nur zu vertreiben, sondern auszurotten. 1871 flohen die wenigen überlebenden Yahi in die Berge, hielten sich fortan für mehr als 40 Jahre in der Wildnis abgelegener Canyons verborgen und verschwanden aus dem Gedächtnis der weißen Siedler. Wenige Jahre später waren von den zuletzt 100 Yahi lediglich sieben Personen übrig. Diese Kleinstgruppe zog sich in das fast unzugängliche Deer-Creek-Tal zurück, um überleben zu können.
Der letzte bekannte Yahi war Ishi. Er wurde 1911 in Oroville von einem Sheriff entdeckt. Ishi wurde an das Anthropologische Museum der Kalifornischen Universität in Berkeley gebracht, wo er fortan lebte und Berühmtheit erlangte. Er half den dortigen Anthropologen, insbesondere Alfred Kroeber, beim Studium der Yahi-Sprache und -Kultur. Den Yahi waren die Zivilisationskrankheiten der Weißen fremd und demzufolge infizierte sich Ishi mit Tuberkulose. Er starb am 25. März 1916 im medizinischen Kolleg in Parnassus. 1931 wurde das Anthropologische Museum nach Berkeley verlegt und ist heute im Phoebe A. Hearst Museum of Anthropology aufgegangen. Die von Ishi hergestellten Artefakte werden dort ausgestellt.
Nachkommen der Yana leben heute in der Redding Rancheria Reservation in Nordkalifornien. Beim US-Zensus 2000 wurden 45 Bewohner der Rancheria gezählt. In der Rancheria leben allerdings auch Nachkommen anderer Stämme aus der Region.